# Baltska mitologija
Baltska mitologija je skupno ime za predkrščanska verstva Litovcev, Prusov in Latvijcev.
Najpodrobnješa analiza virov baltske mitologije je doslej predstavljena v knjigi nemškega znanstvenika Willhelma Mannharda (Letto-Preussische Götterlehre, Riga, 1936).
Važnejši viri pa so še: Episcoporum Pomesaniensis atque Sambensis Constitutiones Synodales leta 1530, Sudavska knjižica (Sudauerbüchlein) iz 16. stoletja, traktat Joannesa Maeletiusa De Sacrificiis et Idolatroa Vetervm Borussorvm Liuonum aliarumque uicinarum genitium l.1563, De Diis samagitarum (Jan Łasicki, 1615), Kurtze und wahrhafftige Beschreibung des Landes zu Preussen. (Nikolai Mikhailov: Mythologia Slovenica, Mladika, Trst, 2002).

## Prusko-baltski poganski pantenon
Na podlagi teh del in seznamov je mogoče rekonstruirati starodavni prusko-baltski poganski panteon. 
- Okopirms, vrhovno nebeško božanstvo
- Svaixtix, bog luči
- Autrimps, morski bog
- Pergrubrius, bog pomladi ali rastlin in narave
- Potrimps, bog vode
- Bardoits/ Gardoits, bog mornarjev
- Aušauts, bog zdravnik
- Pilvits, bog bogatašev in zakladov
- Perkuns, bog gromovnik
- Pekols, bog dolnjega sveta
- Puškaits, bog gozdov
- Pokols, bog vetrov in zraka
- Curcho oz. Curche, bog žetve, plodnosti in dobre letine

## Litovska/Latvijska božanstva
Litovska / Latvijska mitologija spada pod poglavje baltske mitologije in ima veliko skupnega z litvansko mitologijo. V veliki meri temelji na tako imenovanih Dainah. Daine so tradicionalna ljudska izročila v obliki glasbe in poezije iz obdobja poganstva.
- Dievs – Najvišji bog baltske mitologije. Beseda dievs v baltskih jezikih pomeni bog.
- Māra - Najvišja boginja litovske mitologije, boginja zemlje, ženskih nalog in dolžnosti, in boginja denarja in blagovne izmenjave; Sv. Marija, Mati božja
- Saule – boginja Sonca - V starih baltskih jezikih Saule pomeni sonce. Boginja Saule predstavlja sonce, ki ima v baltski mitologiji zelo globoke korenine.
- Saules meitas – Hčere Sonca
- Dieva dēli – božji sinovi - sinovi Dieva.
- Laima – Boginja usode, odločala je o usodi novorojenčkov.
- Dēkla - Boginja sreče in usode
- Jānis – Božanstvo praznika (Mittsommerfest), ki se odvija na poletni sončni obrat (poletni solsticij).
- Pērkons – bog Grom
- Mēness – bog Lune
- Jumis – Bog plodnosti

### Ostala ženska božanstva (izbor)
Beseda mātes v dobesednem prevodu pomeni mati od. 
- Zemes māte (Mati Zemlje),
- Vēja māte (Mati vetra),
- Meža māte (Mati gozda),
- Jūras māte (Mati morja),
- Veļu māte (Mati duhov prednikov),
- Lopu māte(Mati živine),
- Lietus māte (Mati dežja)
- Upes māte (Mati rek)

### Duhovi in demoni
- Mājas gari – Hišni bogovi zaščite. Prinašali so srečo in uspešnost.
- Pūķis (Zmaj)– Hišni duh.
- Vadātājs – Demon, ki je rad zavajal ljudi, da so hodili v krogu in se izgubljali. Lahko je bil viden ali neviden. V kolikor se je svoji žrtvi ni prikazal, je le ta hodila v krogih. Če pa se je prikazal,v vidni obliki, pogosto v obliki psa ali otroka, je vodil svoje žrtve v smrt.
- Veļi – mrtve duše, povezane z Velnsi (demon vrag) in oblaki. Podzemlje so imenovali Viņsaule.
- Velns – demon, poročen z Ragano.
- Vilkacis – Pošast, ki je bila nekoč človek.